# Golfe de Vella

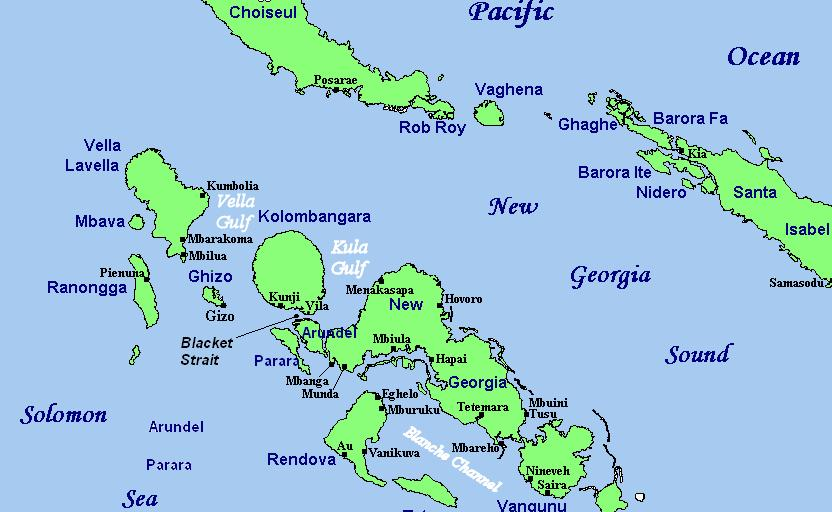
Le golfe de Vella sépare l'île de Vella Lavella de l'île de Kolombangara

Le golfe de Vella est une étendue d'eau située dans la province occidentale des Salomon, entre les îles de Vella Lavella (au nord-ouest) et de Kolombangara (au sud-est). Il relie le détroit de Nouvelle-Géorgie (au nord-est) à la mer des Salomon (au sud-ouest).